# Fermentões
Fermentões ist eine Gemeinde im Norden Portugals.
Fermentões gehört zum Kreis und zur Stadt Guimarães im Distrikt Braga, besitzt eine Fläche von 3,8 km² und hat 5739 Einwohner (Stand 19. April 2021).